# إدغار ليونارد
إدغار ليونارد (بالإنجليزية: Edgar Leonard)‏ مواليد 19 يونيو 1881 في ماساتشوستس، الولايات المتحدة - الوفاة 7 أكتوبر 1948 في نيويورك، كان لاعب كرة مضرب أمريكي. سبق أن شارك في دورة الألعاب الأولمبية الصيفية.

## الميداليات
| الميدالية | المسابقة                       |
| --------- | ------------------------------ |
| ذهبية     | الألعاب الأولمبية الصيفية 1904 |

## روابط خارجية
- إدغار ليونارد على موقع رابطة محترفي التنس (الإنجليزية)
- إدغار ليونارد على موقع الاتحاد الدولي لكرة المضرب (الإنجليزية)
- إدغار ليونارد على موقع أرشيف التنس.كوم (الإنجليزية)
- إدغار ليونارد على موقع أوليمبيديا (الإنجليزية)